# Rod Morgenstein
Rod Morgenstein (* 19. dubna 1953 New York) je americký rockový bubeník. Od roku 1973 hraje ve skupině Dixie Dregs. V roce 1987 spoluzaložil skupinu Winger, ve které hraje dodnes. V letech 1997-2000 byl členem skupiny Platypus. Od roku 2002 hraje v The Jelly Jam.